# Sichelchamm
Der Sichelchamm ist ein Gipfel im Schweizer Kanton St. Gallen über dem Ostende des Walensees. Auf dem Gipfel treffen sich die Gemeindegebiete von Grabs im Rheintal und Walenstadt im westlich gelegenen Seeztal, wobei er von der Rheintaler Seite aus vom Gamsberg verdeckt wird.

## Charakteristik
Ein gut sichtbares Felsband, welches sich über die Churfirsten über den Walensee hinweg zieht, bildet in der Westflanke des Sichelchamms eine markante Falte; diesen sichelförmigen parallelen Bögen verdankt der Berg seinen Namen. Der Flurname in diesem Gebiet heisst „In den Gassen“. In der Zentrumszone der Falte stehen weitere Strukturen wie eine kleine frei stehende senkrechte Wand. Aus der Nähe betrachtet verliert die Flanke ihr prägendes Element.
Die Kette zieht sich weiter über den Gamsberg und den Fulfirst zu Alvier und Gauschla, dessen Vorgipfel Gonzen den Abschluss der Tal-Teilung von Sargans bildet: der Rhein biegt nach Nordosten ab und überlässt das westliche, ebenfalls vom Rheingletscher geschaffene Tal der Seez.
Vom Sichelchamm gegen Westen setzt sich die Kette mit den Churfirsten fort, die Gipfel bleiben auf den gesamten etwa 15 Kilometer Länge zwischen 2200 und 2380 Metern hoch, um dann am westlichen Ende vom Selun schlangenförmig abzusinken, siehe Churfirsten.

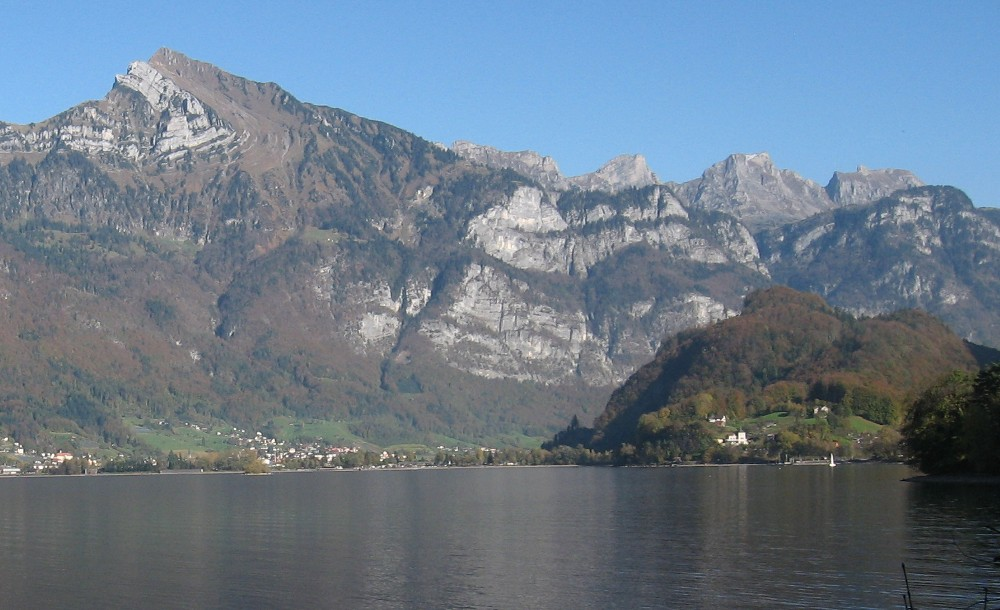
Sichelchamm, links, markant über dem Ostende des Walensees
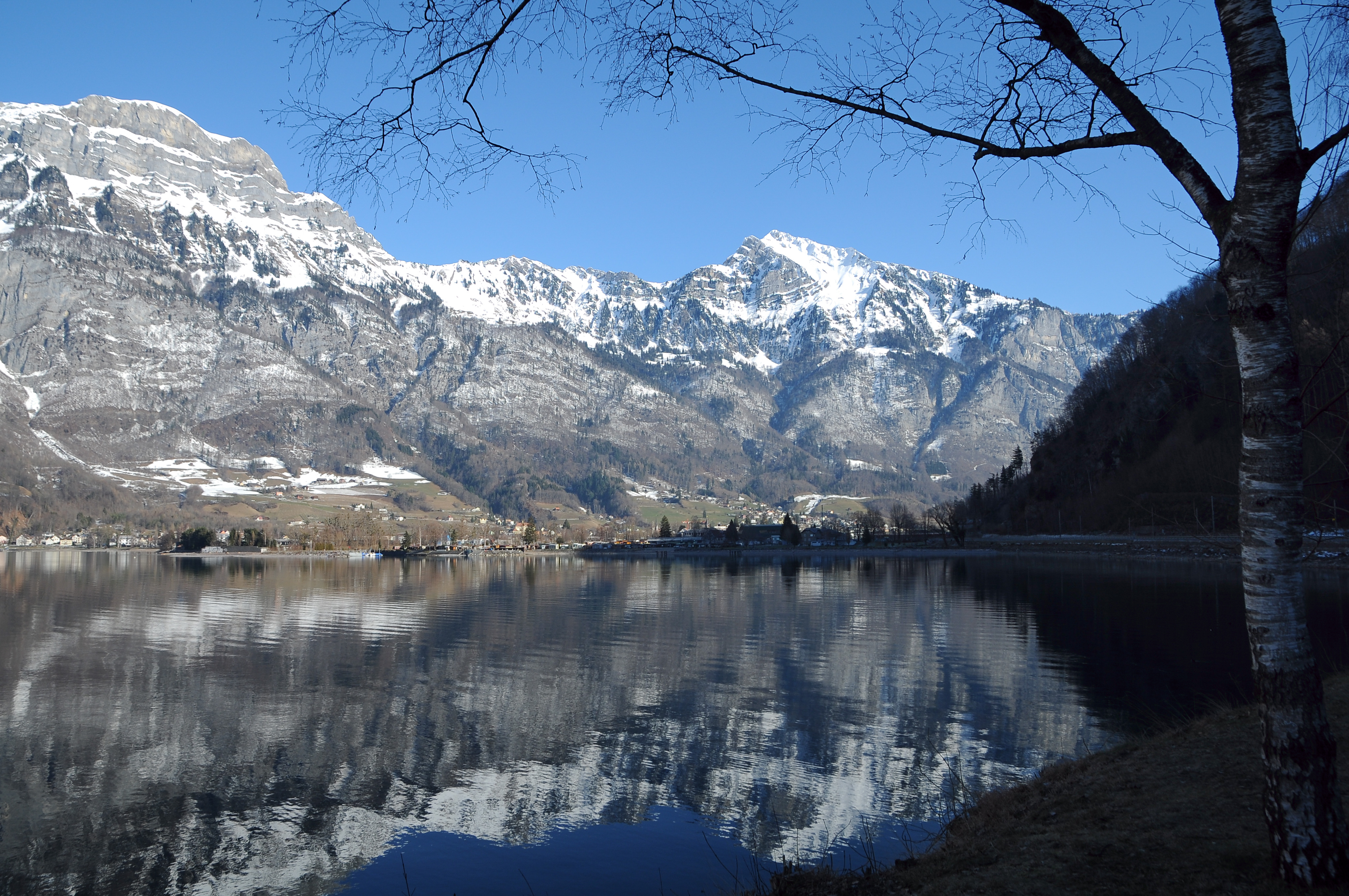
Winterbild mit Sichelchamm